# Midnight Bankrobbers
Midnight Bankrobbers（ミッドナイト・バンクロッバーズ）は2006年に結成された日本のロックユニット。当時のThe Birthdayのメンバーである男性2人によって構成される。所属レーベルはTRIPPIN' ELEPHANT RECORDS。

## 概要・略歴
メンバーはチバユウスケ、イマイアキノブの2人。作詞は全てチバが担当し、作曲・編曲はメンバー2人によって施される。録音楽曲によっては、ギター以外にベースやドラムス、ピアノなどが演奏されていて、約半数がインストゥルメンタルである。
ライブはメンバー2人のみで行われ、座り位置はステージに向かって右がチバ、左がイマイである。イベントへの出演が多かったが、2008年12月25日にはワンマンライブが行われた。
2006年4月、2期ROSSO活動休止前にTRIPPIN' ELEPHANT RECORDSよりアルバムをリリース。その後、自身が所属するレーベルのコンピレーション・アルバムに参加し、同アルバムのイベントツアーにも参加。単発のユニットのように思われがちだが、本人たちによる休止や解散のアナウンスは無く、The Birthdayと平行して断続的に活動している。

## メンバー
※各個別についての詳細はそれぞれの記事を参照のこと。
チバユウスケ
ボーカル、ギター、ピアノ、ブルースハープ、パーカッションを担当。また全楽曲の作詞を担当する。
ex.thee michelle gun elephant、ex.ROSSO、The Birthdayのメンバー。
イマイアキノブ
ギター、ベース、コーラス、シンセサイザーを担当。
ex.フリクション、ex.ROSSO、ex.The Birthdayのメンバー。

## 作品

### アルバム
- 冬のピノキオ （2006年4月19日、TERNG-072）
  - The Birthdayのヒライハルキとクハラカズユキが数曲参加している。

  1. HIMALAYA
  2. Main Theme #1
  3. ベティの独り言
  4. My Name Is
  5. SHOPLIFTER RUNAWAY TO HELL
  6. SHOPLIFTER RUNAWAY FROM HELL
  7. REAL FREEDOM
  8. BABY HONEY BEE
  9. GHOST IN YOUR BACK
  10. SPACE PUSHER
  11. ルルといた夏の日
  12. SNOW DESERT
  13. ツンドラの森
  14. A SONG FOR GOODNIGHT SHEEP
  15. 夜に海賊は
  16. Main Theme #2
  17. OH! BABY DON'T CRY

#### 参加オムニバスアルバム
- TRIP IN HARD CORE （2006年11月22日、TERNG-074、TERNG-075）
  - TRIPPIN' ELEPHANT RECORDS所属ミュージシャンによるコンピレーション・アルバム。M-4「心臓」で参加。
- 酔いどれ詩人になるまえに （2007年7月25日、VICP-63879）
  - 同名映画『酔いどれ詩人になるまえに』のトリビュート・アルバム。M-13「帰り道」で参加。